# Гардая (вилайет)
Гарда́я (араб. ولاية غرداية‎) — вилайет в центральной части Алжира, одноимённый своему административному центру, городу Гардая.

## Географическое положение
Вилайет Гардая граничит с вилайетами Лагуат и Джельфа на севере, Уаргла на востоке, Таманрассет на юге, Адрар и Эль-Баяд на западе.
Гардая лежит в пустыне Сахара, в оазисе Мзаб. На территории вилайета находится памятник Всемирного наследия ЮНЕСКО — долина Мзаб.

## Население
Население большей частью разговаривает на одном из берберских языков — мзаб-уаргла.

## Административное деление

Округа вилайета Гардая.

Административно вилайет разделен на 9 округов и 13 коммун.

### Округа
1. Гардая (Ghardaïa)
2. Эль-Мениаа (El Meniaa)
3. Метлили (Metlili)
4. Берриян (Berriane)
5. Дайя-Бен-Дахуа (Daïa Ben Dahoua)
6. Мансура (Mansoura)
7. Зельфана (Zelfana)
8. Геррара (Guerrara)
9. Бунура (Bounoura)